# 弗拉迪斯拉夫·沃爾科夫
弗拉迪斯拉夫·尼古拉耶维奇·沃爾科夫（Владислав Волков，1935年11月23日—1971年6月30日）是一位蘇聯宇航员，曾參與聯盟7號與聯盟11號任務。沃爾科夫與格奧爾基·多布羅沃爾斯基、維克托·帕察耶夫在执行聯盟11號任務中因太空船發生故障窒息而死。沃爾科夫死後獲追贈蘇聯英雄、列寧勳章。